# John Gilbert Baker
Pour les articles homonymes, voir John Baker et Baker.
John Gilbert Baker est un botaniste britannique, né le 13 janvier 1834 à Guisborough, Yorks et mort en août 1920 à Londres.

## Biographie
Il est le fils aîné d’une fratrie de treize enfants de Mary née Gilbert (1813-1875) et de John Baker (1806-1866).
Il étudie à la Society of Friends d’Ackworth ainsi qu’à York. Il se marie avec Hannah Unthankt le 19 juillet 1860, union dont naîtront deux enfants, un fils et une fille. Il travaille comme assistant à la bibliothèque et à l’herbier des Jardins botaniques royaux de Kew en 1866, puis comme conservateur de 1890 à 1899. À partir de 1882, il donne des conférences à l’Apothecaries' Company (fréquentée par les pharmaciens de Londres).
En 1897, il reçoit la médaille Victoria de l'honneur de la Royal Horticultural Society, en 1899 la médaille d’or de la Linnean Society of London et en 1907 la médaille d’or Veitch. En 1919, l’université de Leeds lui attribue un doctorat honoraire.
Baker devient membre de la Royal Society le 6 juin 1878, de la Linnean Society of London ainsi que de diverses sociétés savantes.
Il travaille principalement sur les familles des Amaryllidaceae, des Bromeliaceae, des Iridaceae, des Liliaceae et sur les Filicinophyta.

## Publications
(Liste partielle. Voir les listes des publications disponibles dans google.fr et dans biodiversitylibrary.org.)
- [Baker & Nowell 1854] (en) John Gilbert Baker (Part 1. The flowering plants and ferns) et John Nowell (Part 2. The mosses of the country), A supplement to Baines' Flora of Yorkshire, Londres, éd. Pamplin (lire en ligne [sur biodiversitylibrary.org]).
- [1855] (en) The flowering plants and ferns of Great Britain : an attempt to classify them according to their geognostic relations…, Londres, éd. Cashs, 30 p. (présentation en ligne, lire en ligne [sur books.google.fr]).
- [Grainge & Baker 1859] (en) William Grainge (en) et John Gilbert Baker (ce dernier pour l'histoire physique du district), The vale of Mowbray: a historical and topographical account of Thirsk and its neighbourhood, Londres, éd. Simpkin, Marshall & Co., 370 p. (lire en ligne [sur biodiversitylibrary.org]).
- [Hooker (posth.) & Baker 1868] (en) William Jackson Hooker et John Gilbert Baker, Synopsis filicum, or A synopsis of all known ferns, including the Osmundaceæ, Schizaeaceæ, Maratticeæ, and Ophioglossaceæ, Londres, éd. Robert Hardwicke, 482 p. (lire en ligne [sur gallica]).
- [Baker, Tate & Tate 1868] (en) John Gilbert Baker, George Ralph Tate et George Tate (ce dernier pour la géologie des deux comtés), A new flora of Northumberland and Durham, vol. 2, Londres, éd. Williams & Norgate (réimpr. 2008), 316 p. (lire en ligne [sur books.google.fr]).
- [1870] (en) « A Monograph of the British Roses » (réimprimé en monographie en 1878), Linnean Society's Journal, vol. 11,‎ 1870, p. 197-243 (lire en ligne [sur books.google.fr]).
- [1873-1876] (la) Flora Brasiliensis, vol. 6, partie 2 : Compositæ. 1. Veroniaceæ ; 2. Eupatoriaceæ, 102 pl. + 398 (lire en ligne [sur biodiversitylibrary.org]).
- [Baker & Eichler 1882-1884] (la) John Gilbert Baker et August Wilhelm Eichler, Flora Brasiliensis, vol. 6, partie 3 : Compositæ. 3. Asteroideæ, Inuloideæ ; 4. Helianthoideæ, Helenioideæ, Anthemideæ, Senecionideæ, Cynaroideæ, Ligulatæ, Mutisiaceæ, 108 pl. + 442 (lire en ligne [sur biodiversitylibrary.org]).
- [1877] (en) Flora of Mauritius and the Seychelles : a description of the flowering plants and ferns of those islands, Londres, éd. L. Reeve & Co., 557 p. (lire en ligne [sur gallica]).
- [1885] (en) A flora of the English Lake District, Londres, éd. George Bell & sons, 262 p. (lire en ligne [sur biodiversitylibrary.org]).
- [1887] (en) Handbook of the fern-allies : a synopsis of the genera and species of the natural orders. Equisetaceæ, Lycopodiaceæ, Selaginellaceæ, Rhizocarpeæ, Londres, éd. George Bell & sons, 159 p. (lire en ligne [sur gallica]).
- [1888] (en) Handbook of the Amaryllideae, including the Alstroemerieae and Agaveae, Londres, éd. George Bell & sons, 216 p. (lire en ligne [sur biodiversitylibrary.org]).
- [1889] (en) Handbook of the Bromeliaceae, Londres, éd. George Bell & sons, 243 p. (lire en ligne [sur gallica]).
- [1892] (en) A summary of the new ferns which have been discovered or described since 1874, Oxford, éd. Clarendon, 119 p. (lire en ligne [sur archive.org]).
- [1892] Handbook of the Irideae, Londres, éd. George Bell & sons, 247 p. (lire en ligne [sur gallica]).
- 1926-1930 (édition posthume) : The Leguminosae of tropical Africa (Erasmus, Gent).

Ouvrage traduit
- [Hooker, Baker & Smith 1896] William Jackson Hooker (trad. de l'anglais par Ch. Maron, avec annotations par L. Fournier et Ch. Maron), Les Fougères, organographie et classification, Paris, éd. Octave Doin, 122 p. (lire en ligne [sur gallica]).